# Гвинейско-германские отношения
Гвинейско-германские отношения — двусторонние дипломатические отношения между Гвинеей и Германией. Государства являются членами Организации Объединённых Наций (ООН). С 1958 года установлены двусторонние отношения. Благодаря долгой истории сотрудничества в области развития Федеративная Республика Германия пользуется хорошей репутацией среди гвинейской общественности.

## История
В 1682 году Отто Фридрих фон дер Грёбен возглавил колониальную экспедицию к побережью Гвинеи от имени Фридриха Вильгельма I (курфюрста Бранденбурга). В 1692 году опубликовал свои рассказы о путешествиях, впервые привлекая к региону внимание широкой немецкоязычной аудитории. В конце XIX века Фредерик Колин основал торговые посты вдоль реки Дубрека на территории нынешней Гвинеи, а в 1884 году написал письмо с просьбой о защите своих владений у канцлера Отто фон Бисмарка. Через год Фредерик Колин основал компанию Fr. Colin, Deutsch-Afrikanisches Geschäft во Франкфурте-на-Майне, а 6 января 1885 года кайзер Вильгельм I издал официальное письмо о защите колонии Дубрека и колонии Дембия. Однако, в декабре 1885 года Германская империя признала суверенитет Франции над протекторатами, приобретенными Фредериком Колином по франко-германскому протоколу.
После обретения Гвинеей независимости дипломатические отношения с Федеративной Республикой Германия (ФДР) были установлены в 1958 году. После того, как Гвинея направила дипломата в Восточный Берлин в Германской Демократической Республике (ГДР) в 1960 году, последовал дипломатический скандал, и Федеративная Республика отозвала своего посла в Гвинеи в соответствии с доктриной Хальштейна. Затем, чтобы урегулировать кризис, Гвинея отрицала, что когда-либо отправляла посла в ГДР. В 1962 году сборная Гвинеи по футболу провела свой первый международный матч против сборной ГДР, проиграв 3-2. В 1970 году Гвинея окончательно установила дипломатические отношения с ГДР, из-за чего ФРГ разорвала отношения. Спустя пять лет отношения с ФРГ были восстановлены Гвинеей.
В 1990 году после воссоединения Германии гвинейско-германские отношения развивались положительно, но ухудшились после прихода к власти президента Лансаны Конте. В 2008 году Германия приостановила сотрудничество с Гвинеей в целях развития после военного переворота. После проведения демократических выборов в Гвинее в 2010 и 2013 годах отношения между двумя странами значительно улучшились. В 2014 году страны заключили соглашение о защите и поощрении инвестиций. В 2019 году между странами было подписано миграционное соглашение.

## Торговля
В 2021 году объём товарооборота между государствами составил сумму 210 миллионов евро, в результате чего Гвинея заняла 118-е место в рейтинге торговых партнеров Германии. Германия импортирует из Гвинеи бокситы, а взамен экспортирует в страну промышленные и химические продукты.

## Сотрудничество в целях развития
С 1970-х годов Германия оказывает помощь развитии экономики Гвинеи (с перерывами). Политика оказания помощи Германией сосредоточена на развитии базового образования и здравоохранения Гвинеи. Также осуществляет меры по содействию занятости населения этой страны. Другие программы направлены на улучшение государственного управления и защиту окружающей среды. Немецкая ассоциация образования для взрослых проводит в стране программы повышения грамотности взрослого населения, а Weltfriedensdienst занимается предотвращением конфликтов. Кроме того, в стране активно действуют различные частные инициативы Германии.

## Культурные связи
Несмотря на положительный образ Германии, немецкая культура относительно малоизвестна в Гвинее. Некоторые гвинейцы учились в Федеративной Республике Германии, а также в ГДР. В последние годы в Гвинее возрос интерес к немецкому образованию. Между Университетом имени Гамаля Абдель Насера в Конакри и Бременским университетом налажено партнёрство.

## Миграция
В 2021 году в Германии проживало чуть менее 19 000 гвинейцев.

## Дипломатические представительства
- Гвинея имеет посольство в Берлине[6].
- У Германии есть посольство в Конакри[7].